# Aglyptodactylus australis
Az Aglyptodactylus australis a kétéltűek (Amphibia) osztályába, a békák (Anura) rendjébe és az aranybékafélék (Mantellidae) családba tartozó faj. 

## Elterjedése
A faj Madagaszkár endemikus faja. A sziget dél-keleti részén az Andohahela Nemzeti Parkban honos. Primér esőerdő avarjában és lepusztult bambuszerdőben figyelték meg sekély pocsolyák szélén. Nappali életmódot folytat.

## Nevének eredete
Az australis nevet a latin australis (déli) szó jelentéséből kapta, utalva elterjedési területére.

## Megjelenése
Viszonylag nagy méretű békafaj, különösen a nőstények esetében. A leírt hím példány hossza 47,0 mm volt, a két megfigyelt nőstény hossza 82,1 és 82,5 mm volt.

## Természetvédelmi helyzete
A vörös lista a veszélyeztetett fajok között tartja nyilván.